# Hersilia insulana
Hersilia insulana là một loài nhện trong họ Hersiliidae.
Loài này thuộc chi Hersilia. Hersilia insulana được miêu tả năm 1907 bởi Embrik Strand.